# Ismael Mafra Cabral
Ismael Mafra Cabral, conhecido simplesmente como Ismael, (Águas da Prata, 7 de fevereiro de 1938 — Santo André, 15 de janeiro de 2009) foi um futebolista brasileiro que atuava como lateral-direito.

## Carreira

### Palmeiras
Ismael inicialmente começou atuando como meia nas categorias de base do Juventus, mas logo passou para a lateral. Foi para a base do Palmeiras, e iniciou no profissional do clube em 1956.
Jogou pelo Palmeiras por dois anos, mas uma lesão na clavícula o afastou do time. No Verdão, Ismael fez 46 jogos (20 vitórias, 12 empates, 14 derrotas) e não marcou nenhum gol.

### Clubes do interior
Foi emprestado à Ferroviária e ao XV de Piracicaba.
Ao retornar ao Palmeiras, foi envolvido em uma troca com o atleta Parada da Ferroviária em 1961, onde jogou 95 partidas e chamou a atenção do Santos.

### Santos
Foi adquirido em junho de 1962 pelo Santos por 8 milhões mais o jogador Brandão.
No Santos, Ismael fez parte de um dos maiores times da história do futebol, ganhando vários títulos. Disputava posição com Lima, mas, ainda assim, participou de jogos importantes, os principais sendo as finais da Copa Intercontinental de 1963 contra o Milan, em que foi expulso no terceiro jogo, mas acabou campeão. Devido à lesões no joelho, chegou a ficar cerca de um ano parado.
Perdeu espaço no clube santista após a chegada de Carlos Alberto Torres. 

### Final da carreira
Após sair do Santos na metade de 1965, teve rápida passagem pelo Fluminense, e depois foi para o São Paulo, atuando apenas 10 vezes pelo Tricolor Paulista (6 vitórias, 1 empate, 3 derrotas).
Passou ainda pela Prudentina e pelo Coritiba, encerrando a carreira em 1969. 

## Títulos
Santos
- Copa Intercontinental: 1963[6]
- Copa Libertadores da América: 1963
- Campeonato Brasileiro: 1963 e 1964
- Torneio Rio-São Paulo: 1963 e 1964[7][8]
- Campeonato Paulista: 1962[9] e 1964

## Morte
Ismael faleceu em 2009, aos 70 anos, devido a complicações da diabetes.